# Lasioglossum sisymbrii
Lasioglossum sisymbrii är en biart som först beskrevs av Cockerell 1895.  Lasioglossum sisymbrii ingår i släktet smalbin, och familjen vägbin. Inga underarter finns listade i Catalogue of Life.